# Jean Danet
Pour les articles homonymes, voir Danet.

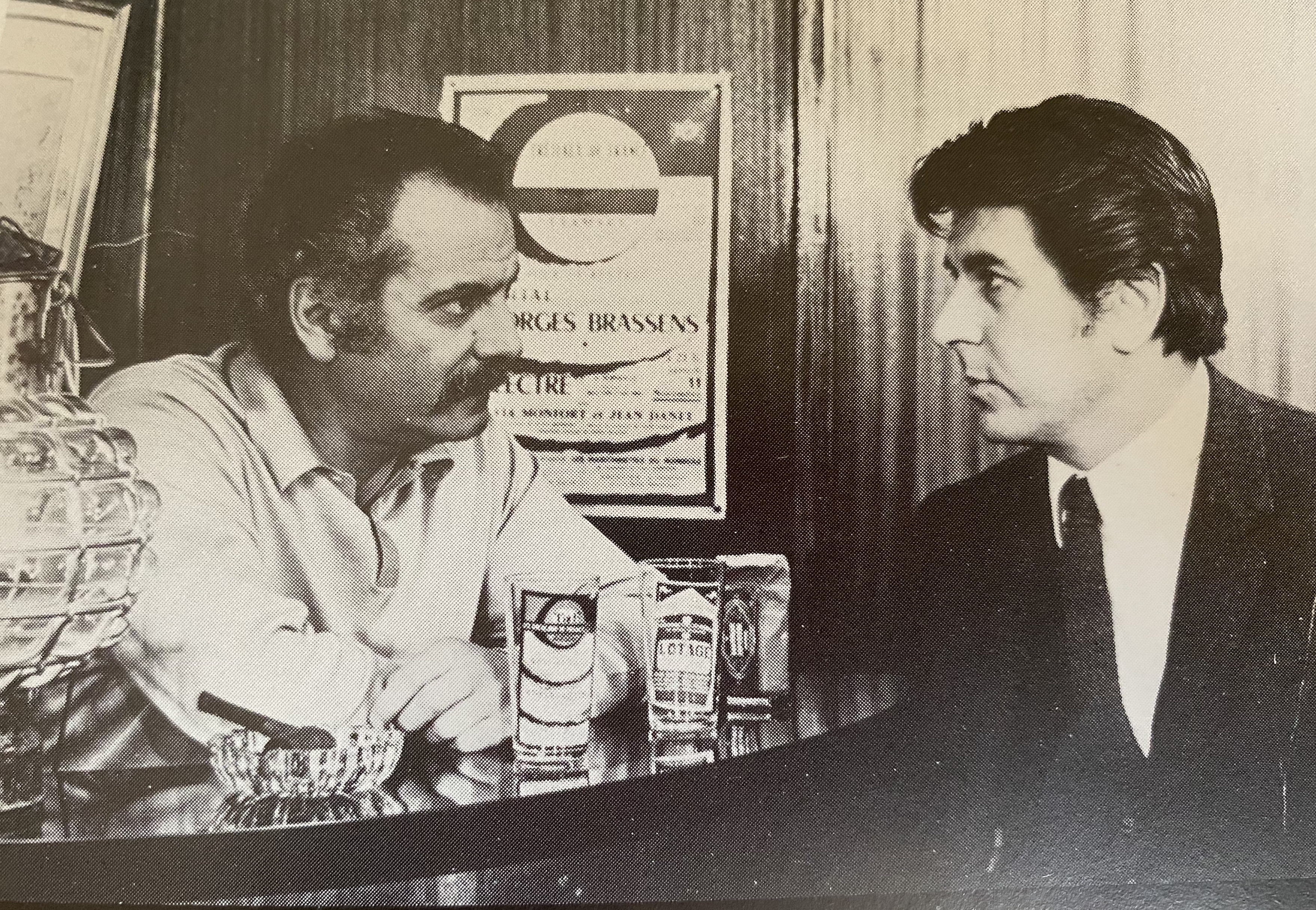

Jean Danet est un comédien français, metteur en scène et directeur de théâtre, né le 14 janvier 1924 à Auray (Morbihan) et mort le 16 octobre 2001 à Colombes.

## Biographie
Il naît dans une famille de marins et de prêtres. Il entame sans conviction une carrière dans la marine et découvre sa vocation en mettant en scène, à la demande d’un foyer du marin, une pièce de théâtre intitulée Gardiens de Phare.
À Paris, il suit notamment les cours dramatiques de Maurice Escande.
Il a joué de nombreux rôles au théâtre, au cinéma pendant les années cinquante ainsi qu’à la télévision. Sa prestation la plus populaire est son rôle de Phœbus aux côtés de Gina Lollobrigida et d’Anthony Quinn dans le film de Jean Delannoy, Notre-Dame de Paris, en 1956.
Mais son nom restera associé pour toujours à la création de ses Tréteaux de France avec lesquels il contribuera fortement à la décentralisation théâtrale.

## Fondation des Tréteaux de France
En 1959, avec ses cachets de comédien, Danet achète cinq camions, des remorques transformées en roulottes, des chaises et des gradins. René Allio, alors scénographe, lui dessine sa première scène. Avec quelques projecteurs et une camionnette aménagée en cabine son, Danet part pour sa première tournée sous un chapiteau de 400 places. C’est le succès.
En 1962, les Tréteaux ont déjà parcouru en trois ans 30 000 km et donné plus de 500 représentations théâtrales. Ils reçoivent leur première subvention ainsi que le titre de Troupe Permanente.
En 1965, sous le Ministère d’André Malraux, le chapiteau de 400 places est remplacé par un autre de 800 places auquel est adjoint, en 1968, un second chapiteau de 1 000 places.
Les Tréteaux de France, en 1974, deviennent centre dramatique national. Danet en assurera la direction jusqu’à ce que Marcel Maréchal lui succède en 2001.

## Théâtre

### Comédien
- 1947 : Le Juge de Malte de Denis Marion, mise en scène Maurice Cazeneuve, Théâtre Montparnasse
- 1950 : L’An prochain à Jérusalem de Jacques Jolivet, mise en scène Daniel Leveugle, Studio des Champs-Elysées
- 1950 : Deburau de Sacha Guitry, mise en scène de l’auteur, Théâtre du Gymnase
- 1952 : Le Bonheur des méchants de Jacques Deval, mise en scène de l’auteur, Théâtre des Bouffes-Parisiens
- 1965 : Soudain l’été dernier de Tennessee Williams, mise en scène Jean Danet, Tréteaux de France, Théâtre des Mathurins
- 1965 : La Putain respectueuse de Jean-Paul Sartre, mise en scène Jean Danet, Tréteaux de France, Théâtre des Mathurins
- 1966 : Le mal court de Jacques Audiberti, mise en scène Georges Vitaly, Tréteaux de France
- 1966 : Électre de Sophocle, mise en scène Silvia Monfort, Théâtre des Mathurins
- 1974 : Sodome et Gomorrhe de Jean Giraudoux, mise en scène Roland Monod, Tréteaux de France
- 1976 : Lorenzaccio d'Alfred de Musset, mise en scène Pierre Vielhescaze, Tréteaux de France

### Metteur en scèneTréteaux de France
- 1960 : Antigone de Jean Anouilh
- 1965 : Soudain l’été dernier de Tennessee Williams, Théâtre des Mathurins
- 1965 : La Putain respectueuse de Jean-Paul Sartre, Théâtre des Mathurins
- 1974 : Othello de William Shakespeare
- 1977 : L’Otage de Paul Claudel
- 1979 : Cyrano de Bergerac d’Edmond Rostand, mise en scène avec Raoul Billerey
- 1987 : Guillaume ou les Quatre saisons d’un conquérant de Jean-Pierre Nortel
- 1988 : L’Alouette de Jean Anouilh
- 1989 : Le Mariage de Figaro de Beaumarchais
- 1992 : Le Tartuffe de Molière
- 1993 : L’Aiglon d’Edmond Rostand, Tréteaux de France
- 1996 : Chacun sa vérité de Luigi Pirandello, Théâtre 14 Jean-Marie Serreau
- 1996 : Le Cid de Corneille,
- 1997 : Les Femmes savantes de Molière

Jean Danet et ses Tréteaux ont joué, durant plus de 40 ans, à travers toute la France, d’innombrables pièces parmi lesquelles :
- Antoine et Cléopâtre de William Shakespeare
- La Dame aux camélias d’Alexandre Dumas fils
- Électre de Jean Giraudoux
- La Guerre de Troie n’aura pas lieu de Jean Giraudoux
- L’Impromptu de Bellac de Jean-Pierre Giraudoux
- Lorenzaccio d’Alfred de Musset
- Le mal court de Jacques Audiberti
- Richard III de William Shakespeare

Au fil du temps et grâce à la participation ponctuelle de comédiens chevronnés comme Geneviève Brunet, Jean Davy, Georges Descrières, Michel Le Royer et Silvia Monfort, les Tréteaux ont largement contribué à rendre populaires les textes les plus divers du répertoire dramatique.

## Filmographie

### Cinéma
- 1942 : Signé illisible de Christian Chamborant
- 1951 : Deburau de Sacha Guitry : Armand Duval
- 1951 : Le Journal d’un curé de campagne de Robert Bresson
- 1952 : Mon curé chez les riches d’Henri Diamant-Berger
- 1952 : La Putain respectueuse de Charles Brabant et Marcel Pagliero
- 1952 : Capitaine Ardant d’André Zwoboda
- 1952 : La Chèvre de monsieur Seguin - court métrage
- 1953 : L'Aventurière du Tchad de Willy Rozier
- 1953 : La nuit est à nous de Jean Stelli
- 1953 : Deux de l’escadrille de Maurice Labro
- 1953 : Jouons le jeu - court métrage
- 1954 : Les Révoltés de Lomanach de Richard Pottier
- 1954 : Si Versailles m’était conté de Sacha Guitry : le maréchal Louis François de Boufflers
- 1955 : La Rue des bouches peintes de Robert Vernay
- 1955 : Ça va barder de John Berry
- 1955 : Napoléon de Sacha Guitry : le général Gaspard Gourgaud
- 1955 : Bel Ami de Louis Daquin
- 1956 : Notre-Dame de Paris de Jean Delannoy
- 1956 : La Foire aux femmes de Jean Stelli
- 1956 :  L’Île des désespérés ou Le Feu des passions (ca) d’Arturo Ruiz Castillo (es)
- 1957 : La Garçonne de Jacqueline Audry
- 1958 : Le Joueur de Claude Autant-Lara
- 1958 : Si le roi savait ça (Al servizio dell'imperatore) de Caro Canaille et Edoardo Anton : Marcellin
- 1961 : Vive Henri IV… Vive l’amour ! de Claude Autant-Lara
- 1962 : Dossier 1413 de Michel Boisrond
- 1966 : Roger La Honte  (Trappola per l'assassino) de Riccardo Freda
- 1983 : Le Grand Carnaval d’Alexandre Arcady

### Télévision
- 1973 : Pour Vermeer de Jacques Pierre
- 1973 : Le Double Assassinat de la rue Morgue de Jacques Nahum
- 1977 : Dossier danger immédiat (Épisode "L'affaire Martine Desclos") de Claude Barma

## Citations
- Nous n’avons pas assez de notre vie entière pour réaliser nos rêves d’enfant.
- Les mauvais bateaux sont ceux qui font beaucoup de remous mais peu de sillage, j’espère laisser un sillage.

## Distinctions

### Décorations
- Commandeur de l'ordre des Arts et des Lettres Il est fait commandeur lors de la promotion du 21 décembre 1993[2].